# Il grande quaderno
Il grande quaderno è un romanzo del 1986 scritto da Ágota Kristóf. Con i successivi romanzi La prova del 1988 e La terza menzogna del 1991 diverrà il primo libro della Trilogia della città di K.
Il grande quaderno, apparso inizialmente in Italia con il titolo Quello che resta, ha ricevuto diversi riconoscimenti ed è stato tradotto in oltre trenta lingue. Tra i vari premi c'è il Premio letterario Adelf del 1986.

## Trama
In una città mai nominata giunge una donna che si reca dalla propria madre portando i suoi due gemelli in età preadolescenziale. Lo scopo è quello di risparmiare loro i disagi della guerra, affidandoli alla vecchia, odiata da tutti nel paese e sospettata di aver avvelenato il proprio marito anni prima senza però mai aver scontato alcuna pena.
La nonna accetta, ma tuttavia sbeffeggiando e maltrattando la figlia, che torna nella "grande città", idealmente Budapest. I due gemelli, inseparabili in ogni momento della giornata, crescono tra l'odio della nonna e gli esercizi a cui si sottopongono per non destare in loro la sofferenza della separazione e della situazione in cui si trovano. 
Una stanza della lurida casa della nonna è occupata da un ufficiale omosessuale, arruolato nell'esercito straniero che di lì a poco invaderà il paese, al quale fa da inserviente un attendente. I ragazzi vivono esperienze sessuali sia con l'uomo che con la badante del curato, il quale a sua volta veniva ricattato dai ragazzi poiché uso a violentare Labbro Leporino, una ragazza con una deformità fisica che vive della carità altrui.
Tra le truci esperienze che corrono loro sotto gli occhi vi sarà la morte della madre con la neonata avuta da un ufficiale straniero, dilaniate da una bomba nel giardino della nonna il giorno in cui torna a prendere i ragazzi per portarli con lei, ma anche della morte del padre, creduto disperso, il quale viene fatto camminare, proprio dai figli, su un campo minato alla frontiera del paese, per permettere a uno di loro di scappare oltre confine.

## Importanza nei media
L'opera di Ágota Kristóf fu fonte di ispirazione per la scrittrice canadese di origini giapponesi Aki Shimazaki.